# Martres-Tolosane
Martres-Tolosane (em occitano:  Martras Tolosana) é uma comuna francesa na região administrativa da Occitânia, no departamento do Alto Garona. Estende-se por uma área de 23.52 km², com 2.376 habitantes, segundo o censo de 2018, com uma densidade de 100 hab/km².